# J. Pat O'Malley
James Patrick O'Malley est un acteur américain né le 15 mars 1904 à Burnley (Royaume-Uni), et décédé le 27 février 1985 à San Juan Capistrano, en Californie (États-Unis).

## Filmographie

### Cinéma
- 1940 : Capitaine Casse-Cou (Captain Caution) : Fish peddler on ship
- 1940 : Rocky Mountain Rangers de George Sherman
- 1943 : Thumbs Up (en) de Joseph Santley : Sam Keats
- 1943 : Fidèle Lassie (Lassie Come Home) : Hynes
- 1944 : The White Cliffs of Dover : Martin - Young John's Horseriding Companion
- 1955 : Spin and Marty: The Movie : Perkins
- 1956 : La Première balle tue (The Fastest Gun Alive) : Cross Creek Townsman
- 1957 : Four Boys and a Gun : Fight manager
- 1957 : Courage of Black Beauty : Mike Green
- 1957 : Témoin à charge (Witness for the Prosecution) : Shorts salesman
- 1958 : Les Feux de l'été (The Long, Hot Summer) : Ratliff
- 1961 : Hold-up au quart de seconde (Blueprint for Roberry) :Pop Kane
- 1962 : Le Cabinet du docteur Caligari (The Cabinet of Caligari) de Roger Kay : Martin
- 1963 : Shotgun Wedding : Boy's Father
- 1963 : Après lui, le déluge (Son of Flubber) de Robert Stevenson : Sign Painter
- 1964 : La Maison de madame Adler (A House Is Not a Home) de Russell Rouse : Muldoon
- 1967 : Peter Gunn, détective spécial (Gunn) de Blake Edwards : Tinker
- 1968 : Star! : Dan
- 1969 : Hello, Dolly ! : Policeman in Park
- 1970 : The Cheyenne Social Club : Dr Michael Foy
- 1971 : Willard : Jonathan Farley
- 1976 : Chewing gum rallye de Charles Bail (en) : Barney Donahue - Mercedes Team
- 1981 : Cheaper to Keep Her

### Télévision
- 1955 : The Adventures of Spin and Marty (série télévisée) : Perkins
- 1955 : Alice in Wonderland (TV)
- 1957 : The Further Adventures of Spin and Marty (série télévisée) : Perkins
- 1958 : The Adventures of Spin and Marty (série télévisée) : Perkins
- 1959 : Le Renard des marais (The Swamp Fox)
- 1960 : Thriller (série télévisée)
- 1960 : Au nom de la loi  : saison 3 épisode 10 (Le charlatan/ The medicine man) : The doc
- 1961 : The Twilight Zone - épisode The Fugitive : Ben
- 1964 : Wendy and Me (série télévisée) : Mr. Bundy
- 1964 : La Quatrième Dimension (The Twilight Zone) (Série TV) : épisode La Résurrection (Mr. Garrity and the Graves) de Ted Post (saison 5, épisode 32) : M. Goberman, l'ivrogne
- 1966 : The Rounders (série télévisée) : Vince
- 1966 : Hogan's Heroes (série télévisée) : Général Walter Tillman [Saison 1, Episode 24 'Le radar du général']
- 1968 : Les Mystères de l'Ouest (The Wild Wild West), (série TV) - Saison 3 épisode 24, La Nuit de la Conjuration (The Night of the Death Maker), de Irving J. Moore : Frère Angelo
- 1968 : Le Virginien (TV) : saison 6 épisode 18 (Avec l'aide d'Ulysse) : Joe Keller
- 1969 : Tiger, Tiger (TV) : Dr Fred Bentley
- 1969 : Doc (TV) : Will
- 1972 : Getting Away from It All (TV) : Jeremiah
- 1972 : Banacek (TV) : Hawk
- 1973 : A Touch of Grace (série télévisée) : Herbert Morrison
- 1975 : The Fireman's Ball (TV)
- 1980 : Shérif, fais-moi peur (série TV) : "Les vieux se rebiffent" (Saison 2 - Episode 20) : Henstep
- 1981 : A Matter of Life and Death (TV) : Mr. McBain
- 1981 : Freedom (TV) : Papa J.

## Doublage
- 1949 : La Mare aux Grenouille : Cyril Trottegalop
- 1951 : Alice au Pays des Merveilles (Alice in Wonderland) : Tweedledee / Tweedledum / Le Morse et le Charpentier
- 1961 : Les 101 Dalmatiens (One Hundred and One Dalmatians) : Colonel / Jasper
- 1964 : C'est Yogi l'ours (Hey There, It's Yogi Bear) : Snively
- 1964 : Mary Poppins : Cavalier
- 1967 : Le Livre de la jungle (The Jungle Book) : Colonel Hathi / Buzzie
- 1973 : Robin des Bois (Robin Hood) : Corniaud